# Disonycha latifrons
Disonycha latifrons är en skalbaggsart som beskrevs av Schaeffer 1919. Disonycha latifrons ingår i släktet Disonycha och familjen bladbaggar. Inga underarter finns listade i Catalogue of Life.